# Максимович Михайло Олександрович
Максимо́вич Миха́йло Олекса́ндрович (3 [15] вересня 1804, хутір Тимківщина, нині Богуславець, Полтавська губернія — 10 [22] листопада 1873, хутір Михайлова Гора біля Прохорівки, нині Канівський район) — видатний український науковець, ординарний професор, енциклопедист, фольклорист, історик, філолог, етнограф, ботанік, поет, полеміст, архівознавець, природознавець і видавець-редактор старшинського аристократичного роду Переяславщини. Член Історичного товариства імені Нестора-Літописця та впливового родинного клану козаків-аристократів Тимковських, основоположників вітчизняної ботаніки.
Михайла Максимовича вважають зачинателем модерної української історіографії — завдяки йому «малоросійський субнаціональний наратив перетворюється на український національний наратив» (С. Плохій).
Перший ректор Імператорського університету Святого Володимира (в майб. — КНУ ім. Тараса Шевченка).

## Життєпис
Народився на хуторі Тимківщина (тепер у складі села Богуславець, Черкаська область, Україна) у сім'ї Олександра Івановича Максимовича (1782—1851), сільського судді та Гликерії Федорівни Максимович, до шлюбу Тимковської (1788—1834).
У 1819 році закінчив Новгород-Сіверську гімназію.

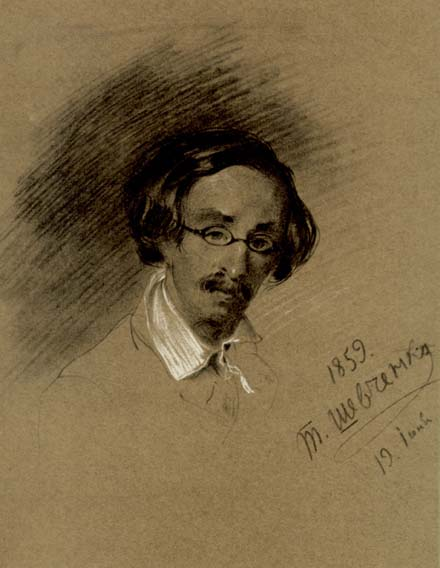
Портрет Максимовича виконаний Т. Г. Шевченком

1823 року закінчив Московський університет (словесний і природничий відділи філософського факультету, згодом ще й медичний). Залишився при університеті для науково-академічної праці, викладав ботаніку.
1833 року одержав науковий ступінь доктора й був іменований ординарним професором на кафедрі ботаніки Московського університету.
1834 року був обраний першим ректором нововідкритого Університеті Св. Володимира (в майб.  — КНУ ім. Тараса Шевченка).
Через поганий стан здоров'я 1835 року пішов у відставку й решту життя присвятив винятково науково-літературній діяльності, яку провадив на своєму хуторі Михайлова Гора біля села Прохорівки Золотоніського повіту, де й помер.
Максимович не раз намагався повернутися до активної науково-академічної діяльності, однак російське міністерство освіти, побоюючись українофільських поглядів Максимовича, усувало його від науково-академічної діяльності.
Живучи в Україні, Максимович підтримував тісні творчі й особисті зв'язки з Тарасом Шевченком, Петром Гулаком-Артемовським, Євгеном Гребінкою, Миколою Костомаровим, Михайлом Щепкіним, Адамом Міцкевичем та іншими визначними діячами науки й культури.
Незважаючи на великий науковий авторитет (Максимович був почесним членом кількох українських та російських університетів і багатьох наукових товариств, зокрема, Вільного Товариства любителів російської словесності), лише під кінець життя (1871 року) його обрано членом-кореспондентом Російської академії Наук з відділу російської мови та словесності.

## Родина

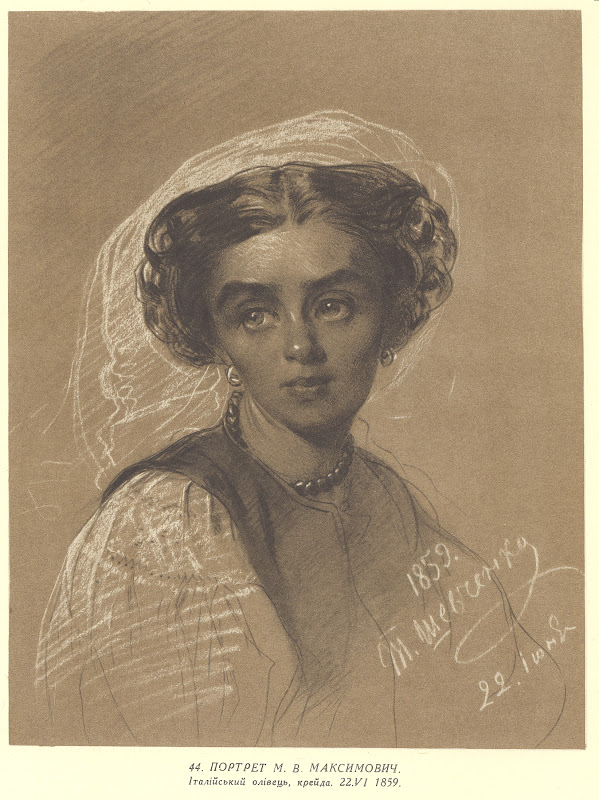
Дружина Марія, портрет роботи Шевченка

Навесні 1853 року Михайло Максимович одружився з Марією Василівною Товбич, дочкою небагатого поміщика. У них народилося двоє дітей — син Олексій (1860—1922), юрист, член Вітебського окружного суду, похований у Михайловій Горі та дочка Ольга (1862—1893), педагогиня.

## Наукова діяльність

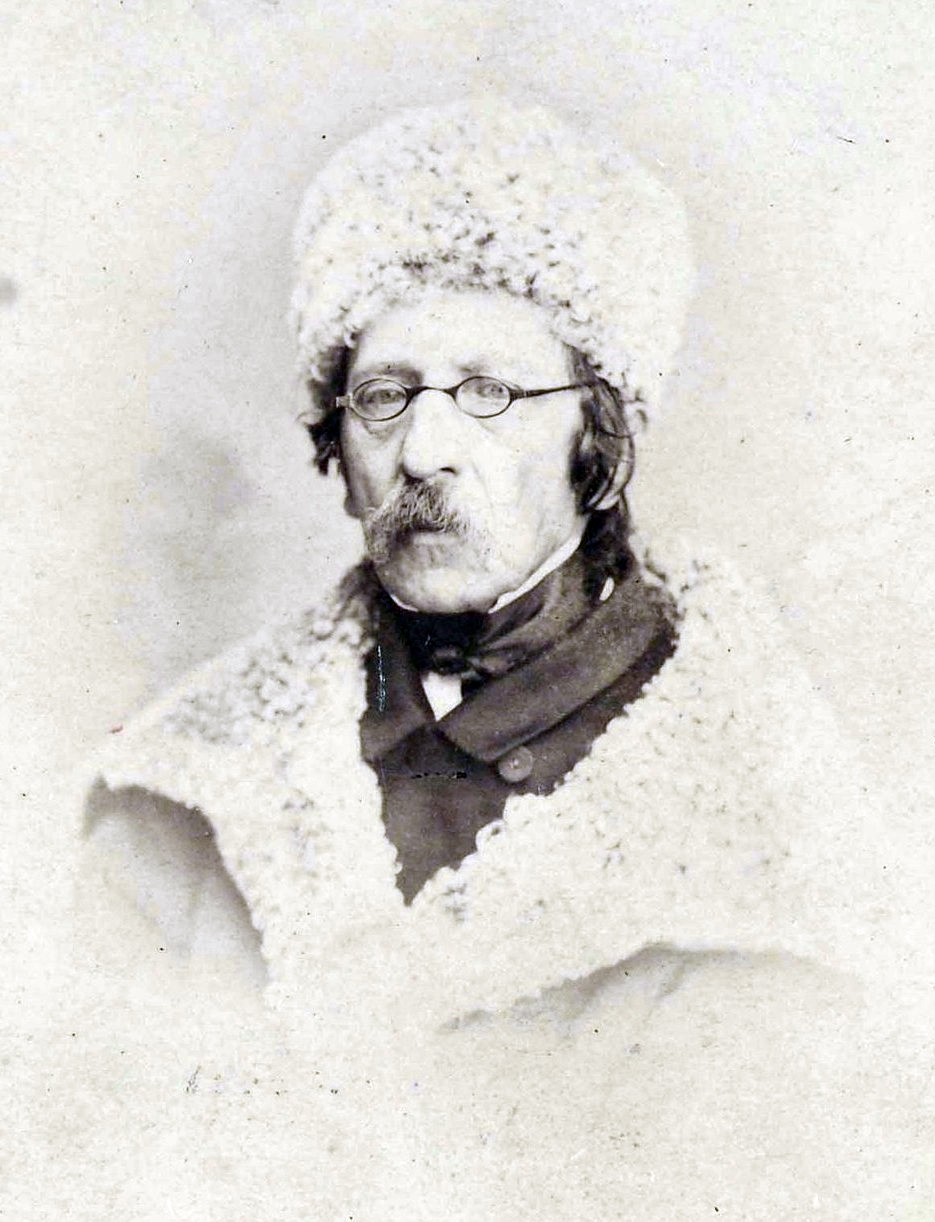
Михайло Максимович, бл. 1850 р.

Максимович був справжнім науковцем-енциклопедистом, і дуже широкого діапазону — від ботаніки до історії. Його наукові праці в царині природознавства, опубліковані у 1820-х— на початку 1830-х років, не лише стояли на рівні тогочасної науки, але й прокладали для неї методологічні шляхи.
Як фольклорист, 1827 року Максимович видав у Москві «рос. Малороссийские песни», 1834 року — «Украинские народные песни» (третя збірка «Сборник украинских песен», ч. 1 вийшла вже в Києві 1849 року). Передмова Максимовича до видання 1827 року була «свого роду літературним маніфестом, повним ентузіазму до народної української поезії» (Д. Дорошенко). Фольклорні видання Максимовича мали величезний вплив на українську фольклористику (також в Устилузі). Вони викликали інтерес до українського фольклору не лише серед інших слов'янських народів (зокрема, росіян, поляків, чехів), а навіть в Англії й Америці.
Як мовознавець, Максимович опублікував низку статей про класифікацію слов'янських мов (1838, 1845 і 1850), в яких широко користувався даними з української мови. У дискусії з М. Погодіним і П. Лавровським Максимович обстоював «старобутність» української мови. Максимович був автором етимологічного правопису «максимовичівки». Як літературознавець Максимович вивчав «Слово о полку Ігоревім», яке переклав українською мовою. Йому належить видання і дослідження найдавніших літературних пам'яток Київської Русі — «Руської Правди», «Повісті минулих літ». Був автором праці «рос. История древней русской словесности» (1839), про козацькі літописи, зокрема Грабянки тощо. Крім того, Максимович перекладав псалми українською мовою та написав низку віршів, у тому числі «Ой, як дуже за тобою тужила Вкраїна», присвячений Т. Шевченкові.

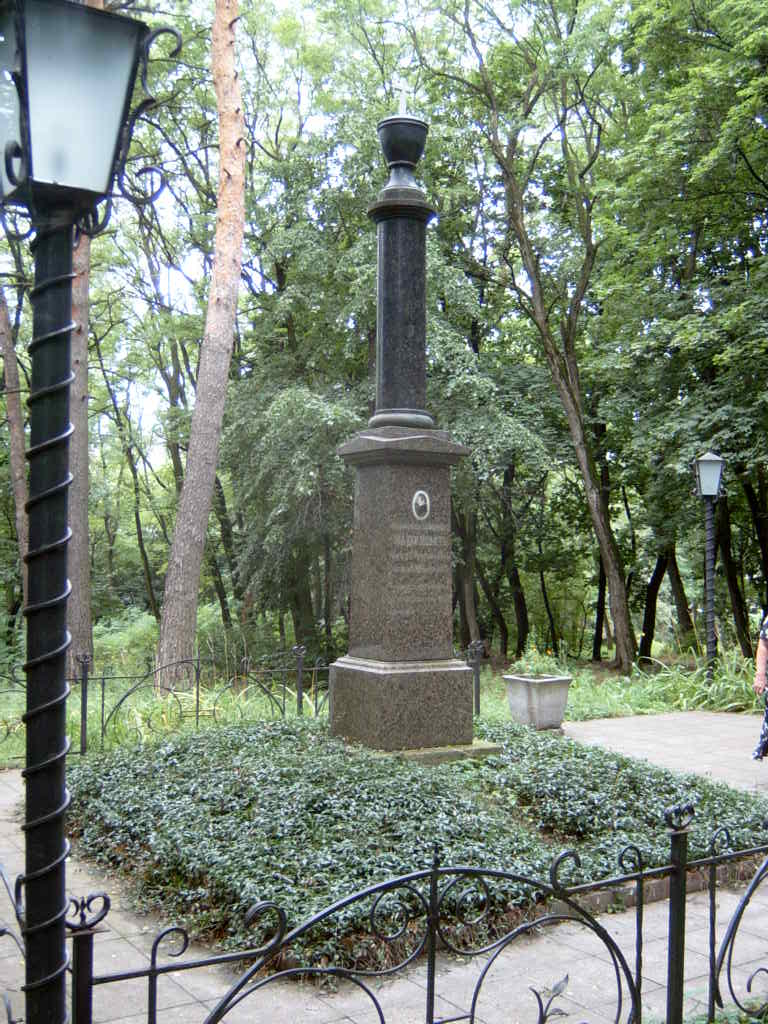
Місце поховання

В історичних (як і в фольклорно-етнографічних) творах Максимович був прихильником панівного тоді романтизму та ідеї народності. Він відстоював генетичний зв'язок між княжою та козацько-гетьманською добами в історії України, яким він присвятив багато розвідок, статей, критичних заміток про джерела, літературу тощо. У статті «рос. О мнимом запустении Украины» (1857) та «рос. Письма» до М. Погодіна, Максимович довів безпідставність його гіпотези про «великоруське» населення Київщини за княжої доби. Численні праці Максимовича з історії княжої України, Києва та його пам'яток (зокрема, «Очерк Киева», 1847; «рос. Письма о Киеве к М. Погодину», 1871 та ін.), з історії козаччини, гетьманщини й гайдамаччини (розвідки про гетьмана П. Сагайдачного, «рос. История письма о казаках приднепровских», 1863—1865), «рос. Письма о Б. Хмельницком», 1859, «рос. Бубновская сотня», 1848—1849, про Гайдамаччину й Коліївщину тощо, мали особливе значення для подальшого розвитку української історіографії. У 1830—1834 роках видав три випуски альманаху «Денница». У 1840 і 1841 році в Києві та 1850 року в Москві видав історичний альманах «Кіевлянинъ». У 1859 та 1864 роках у Москві видав альманах «Украинец».
Максимович був першим істориком стародавнього Києва, присвятивши йому двадцять п'ять статей. Він уперше показав роль Петра Могили в будівництві української культури, розповів про історію створення багатьох київських пам'яток, зокрема Трьохсвятительської, Воздвиженської, Іоаннівської церков, Хрещатика, Золотих воріт, міських валів, узвозів. Обороняючи рідну культуру від нападок імперських науковців, він у листах до князя Вяземського знову рішуче виступає проти панславізму з російським обличчям, а фактично проти русифікації української культури, ігнорування української мови як мови великого окремого народу. Він стверджував, що українська мова виникла ще в часи Київської Русі, раніше за російську. Максимович своїм прикладом запалив багатьох на збирання й дослідження української старовини.
Максимович працював також у царині української археології та був автором першої в Україні археологічної праці з застосуванням типологічного методу («рос. Украинские стрелы древнейших времен», 1868).
Наукові праці Максимовича в галузі природознавства («Про системи рослинного царства», 1827; «Основи ботаніки», тт. 1–2, 1828—1831; «Роздуми про природу», 1831) дають підстави вважати науковця одним з основоположників вітчизняної ботаніки.

## Твори
Праці природничого характеру:
- «Главные основания зоологии» (1824),
- «Мнение о малороссийском языке и его правописании» (1829),
- «Систематика растений (1831)»,
- «Ботаника»,
- «Збірник малоросійських пісень» (1827),
- «Українські народні пісні» (1834),
- «Збірник українських пісень» (1849),
- Українець (1859, 1864),
- «Обьяснительные параграфы о Киеве» (1869),
- Збірка творів. Том 1. (1876), Том 2. (1877), Том 3. (1880),
- Киевлянин. Кн. 1 : На 1840 год / Михаил Максимович. — Киев: В Унив. тип., 1840. — 10, 253, 3 с., 1 л. ил.
- Киевлянин. Кн. 2 : На 1841 год / Михаил Максимович. — Киев: В Унив. тип., 1841. — 328 с.
- Киевлянин. Кн. 3 : На 1850 год / Михаил Максимович. — М.: В Унив. тип., 1850. — 216 с. : іл.

## Ушанування пам'яті
- Наукова бібліотека імені Михайла Максимовича.
- У Києві існує вулиця Михайла Максимовича.
- У Дніпрі існує вулиця Михайла Максимовича.
- Вулиця Михайла Максимовича існує також у Черкасах, Чернівцях та інших населених пунктах України[3].

Починаючи від 1994 року на Черкащині за досягнення в галузі вивчення й популяризації історії й культури Черкаського краю присуджується обласна краєзнавча премія імені Михайла Максимовича.

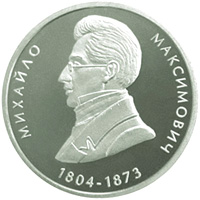
Пам'ятна монета України
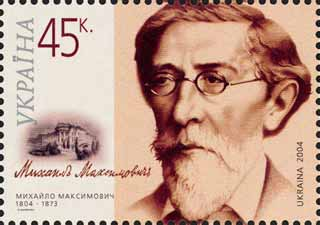
Поштова марка України, 2004, присвячена 200-річчю з дня народження Максимовича
Меморіальна дошка на честь першого ректора Максимовича, встановлена на фасаді Червоного корпусу КНУ
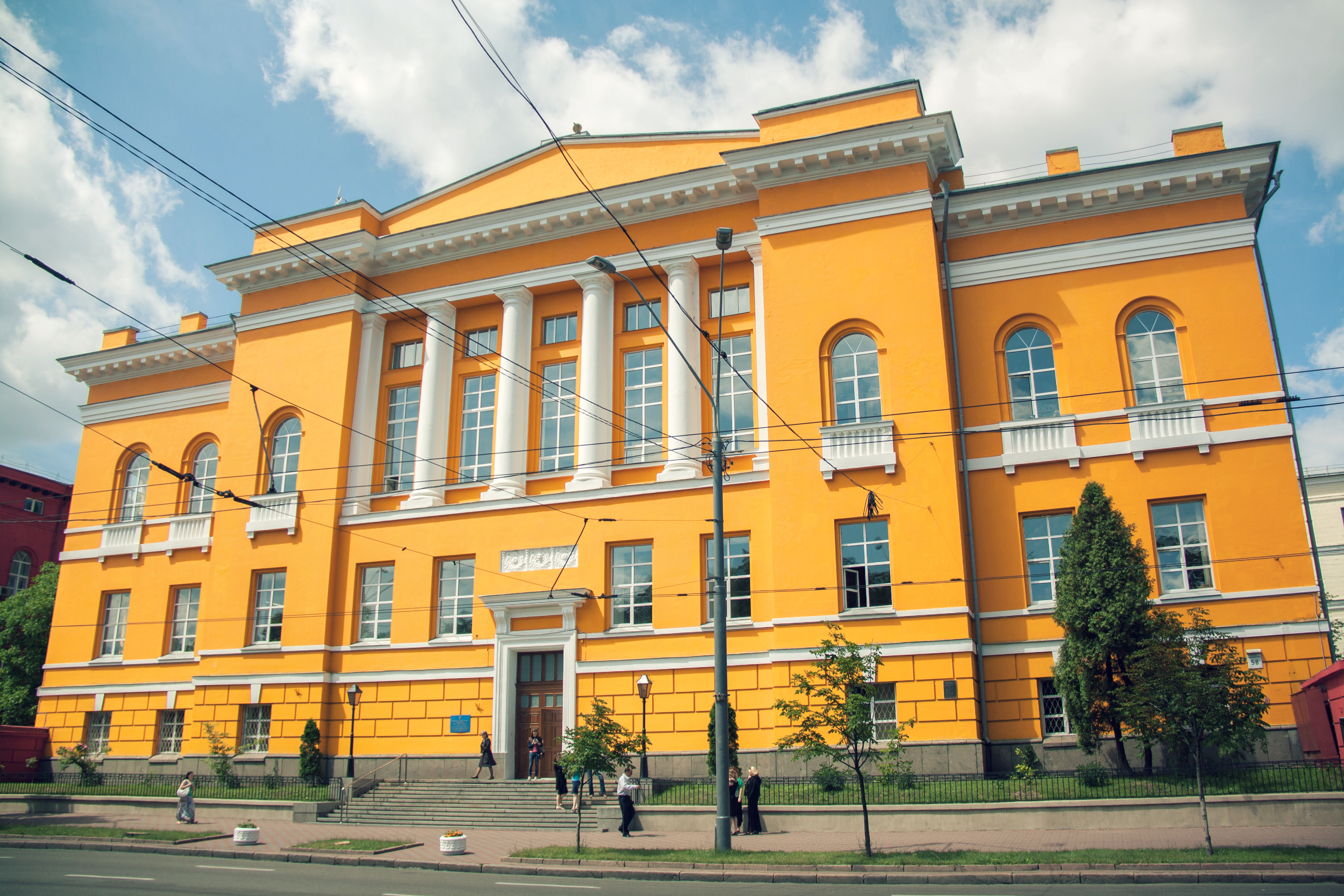
Головний корпус Наукової бібліотеки імені М. Максимовича КНУ